# Excusatio non petita, accusatio manifesta
Excusatio non petita, accusatio manifesta es una locución latina de origen medieval cuya traducción literal es «excusa no pedida, culpa manifiesta». El significado de esta locución es: «si no tienes nada de qué justificarte, no te disculpes» o «quien se excusa, se acusa». De hecho, si alguien se apresura a justificar sus acciones sin que se lo pidan, puede considerarse una indicación de que tiene algo que ocultar, incluso si es verdaderamente inocente.
Ya san Jerónimo, en sus Cartas (Epístola IV) advertía: «dum excusare credes, accusas» (‘mientras crees que te disculpas, te acusas [a ti mismo]’). También es cierto que en la cultura y civilización anglosajonas modernas, poner las disculpas más allá de la disputa es un acto de valentía e ilustración. Este criterio de apertura está muy extendido y apreciado en los entornos laborales multinacionales porque en la abstención existe la arrogancia de la infalibilidad y la perfección que los interlocutores perciben con fastidio. Confirma así el dicho más antiguo y sabio «parcere subjectis et debellare superbos» (‘perdona a los contritos [arrepentidos] y erradica a los arrogantes’, Virgilio, Eneida), viático de los grandes líderes latinos.
Según la profesora de comunicación Amy Ebesu Hubbard, de la Universidad de Hawái en Mānoa, mucha gente es reacia a disculparse por miedo a las ideas preconcebidas de los demás. Para evitar la explotación, las disculpas voluntarias deben ser muy claras y limitarse al tema.
En un casus belli si el atacado pidiera disculpas por los daños colaterales de la contraofensiva, no se estaría acusando a sí mismo sino que, por el contrario, estaría «acusando al agresor», confirmando una cierta transitividad de la locución latina.